# Astronautika u 1997.
◄◄ | ◄ | 1994. | 1995. | 1996. | 1997.  | 1998. | 1999. | 2000. | ► | ►►
Arhitektura • Astronautika • Astronomija • Biologija • Film • Fotografija • Glazba • Kazalište • Kemija • Kiparstvo • Knjige • Književnost • Kršćanstvo • Meteorologija • Medicina • Planinarstvo • Politika • Pravo • Promet • Slikarstvo • Strip • Šport • Televizija • Znanost • Zrakoplovstvo • Željeznički promet
Astronautika u 1997.

## Svemirske letjelice

### Letovi prema Mjesecu i tijelima Sunčevog sustava
- Cassini-Huygens, lansirana 15. listopada u 08:43:00 UTC

## Vanjske poveznice
|  | Zajednički poslužitelj ima još gradiva o temi Svemirski letovi u 1997. |